# Терехівська сільська рада (Бердичівський район)
Терехівська сільська рада — колишня адміністративно-територіальна одиниця та орган місцевого самоврядування у Махнівському (Бердичівському), Бердичівському районах і Бердичівській міській раді Бердичівської округи, Вінницької й Житомирської областей Української РСР та України з адміністративним центром у с. Терехове.

## Населені пункти
Сільській раді підпорядковані населені пункти:
- с. Терехове
- с. Кикишівка

## Населення
Відповідно до перепису населення СРСР, станом на 17 грудня 1926 року, чисельність населення ради становила 1 239 осіб, з них за статтю: чоловіків — 596, жінок — 643, етнічний склад: українців — 1 233, росіян — 6. Кількість господарств — 265, з них несільського типу — 3.
Відповідно до результатів перепису населення СРСР, кількість населення ради станом на 12 січня 1989 року становила 831 особу.
Станом на 5 грудня 2001 року, відповідно до перепису населення України, кількість мешканців сільської ради становила 751 особу.

### Мова
Розподіл населення за рідною мовою за даними перепису 2001 року:
| Мова       | Відсоток |
| ---------- | -------- |
| українська | 97,87 %  |
| російська  | 2,00 %   |
| білоруська | 0,13 %   |

## Склад ради
Рада складалася з 15 депутатів та голови.

### Керівний склад сільської ради
| ПІБ                           | Основні відомості                                                                   | Дата обрання | Дата звільнення |
| ----------------------------- | ----------------------------------------------------------------------------------- | ------------ | --------------- |
| Савченко Олександр Іванович   | Сільський голова , 1952 року народження, освіта, член Соціалістичної партії України | 26.03.2006   | 31.10.2010      |
| Юзефович Володимир Нарцизович | Сільський голова , 1954 року народження, освіта вища, безпартійний                  | 31.10.2010   |                 |

Примітка: таблиця складена за даними джерела

## Історія
Створена 1923 року в с. Терехове Бистрицької волості Бердичівського повіту Київської губернії. Станом на 15 червня 1926 року в підпорядкуванні значився сільгоспколектив «Господар-економ», який на 1 жовтня 1941 року не перебував на обліку населених пунктів.
Станом на 1 вересня 1946 року сільська рада входила до складу Бердичівського району Житомирської області, на обліку в раді перебувало с. Терехове.
11 серпня 1954 року, відповідно до указу Президії Верховної ради Української РСР «Про укрупнення сільських рад по Житомирській області», до складу ради включено с. Кикишівка ліквідованої Кикишівської сільської ради Бердичівського району.
На 1 січня 1972 року сільська рада входила до складу Бердичівського району Житомирської області, на обліку в раді перебували села Кикишівка і Терехове.
Ліквідована 30 грудня 2016 року. Територію та населені пункти ради включено до складу новоутвореної Семенівської сільської територіальної громади Бердичівського району Житомирської області.
Входила до складу Махнівського (Бердичівського, 7.03.1923 р.), Бердичівського (17.06.1925 р., 28.06.1939 р.) районів та Бердичівської міської ради (15.09.1930 р.).